# 3411 Debetencourt
3411 Debetencourt eller 1980 LK är en asteroid i huvudbältet som upptäcktes den 1 juni 1980 av den belgiske astronomen Henri Debehogne vid La Silla-observatoriet. Den är uppkallad efter astronomen Georges Roland´s mors flicknamn.
Asteroiden har en diameter på ungefär 5 kilometer och den tillhör asteroidgruppen Flora.